# دیوید گلدبلات
دیوید گلد بلات (انگلیسی: David Goldblatt; ۲۹ نوامبر ۱۹۳۰ – ۲۵ ژوئن ۲۰۱۸) عکاس اهل آفریقای جنوبی بود. وی بین سال‌های ۱۹۴۸ تا ۲۰۱۸ میلادی فعالیت می‌کرد.
وی همچنین برندهٔ جوایزی همچون جایزه هاسلبلاد شده‌است.